# Niels Turin-Nielsen
Niels Congo Turin-Nielsen (22 gennaio 1887 – 9 giugno 1964) è stato un ginnasta danese.

## Palmarès

### Olimpiadi
- 1 medaglia:
  - 1 oro (Anversa 1920 nel concorso libero a squadre)